# Ferdinand Murr
Ferdinand Murr (* 23. August 1912 in Tallinn, Gouvernement Estland, Russisches Kaiserreich; † 3. Juni 1978 in Göteborg, Schweden) war ein estnischer Fußballspieler.

## Karriere
Ferdinand Murr spielte in seiner aktiven Fußballzeit für die estnischen Hauptstadtvereine VVS Puhkekodu Tallinn und JS Estonia Tallinn. Mit Estonia Tallinn konnte der Mittelläufer im Jahr 1938 den estnischen Meistertitel gewinnen.
Mit der Estnischen Nationalmannschaft gewann Murr bei seiner dritten Teilnahme am Baltic Cup, nach 1936 und 1937, im Jahr 1938 den Titel. Neben fünf Einsätzen im Baltic Cup absolvierte Murr eine Partie in der Qualifikation für die anstehende Weltmeisterschaft 1938 in Frankreich gegen Deutschland, die im Horst-Wessel-Stadion von Königsberg ausgetragen wurde. Hinzu kamen noch zwei Freundschaftsspiele die Murr bestritt, sodass er im Zeitraum von 1936 bis 1938 in acht Länderspielen unter Nationaltrainer Bernhard Rein eingesetzt wurde.
1944 emigrierte Murr nach Schweden.

## Erfolge
- Baltic Cup: 1938
- Estnischer Meister: 1938